# Août 2023
Août 2023 est le huitième mois de l'année 2023.

## Environnement
Avec une température moyenne mondiale de 16,77 °C sur la période juin-août 2023, l'été 2023 est l'été le plus chaud jamais enregistré, d'après Copernicus.
Avec une température en surface de 16,82°C, soit +0,71+C par rapport à la moyenne des mois d'août de la période 1991-2020 et +1,51°C par rapport à la période pré-industrielle, mois d'août 2023 est le plus chaud jamais enregistrée d'après Copernicus.
La température de surface des mers est la plus chaude jamais enregistrée.

## Événements
- 20 juillet au 20 août : Coupe du monde féminine de football 2023 en Australie et en Nouvelle-Zélande.
- 28 juillet au 6 août : 9e édition des Jeux de la Francophonie à Kinshasa en République démocratique du Congo.
- 1er au 6 août : Journées mondiales de la jeunesse à Lisbonne (Portugal).
- 1er au 12 août : championnats du monde d'escalade.
- 2 août : le Jour du dépassement est atteint pour l'année 2023.
- 3 août : Abou Hafs al-Hachemi al-Qourachi succède à Abou al-Hussein al-Husseini al-Qourachi comme « calife » de Daech.
- 3 au 13 août : 1re édition des championnats du monde de cyclisme UCI.
- 4 août : l'Éthiopie déclare l'état d'urgence après des affrontements entre l'armée et des combattants locaux dans la région Amhara, dans le nord du pays[3].
- 5 au 13 août : championnats du monde de cyclisme sur route 2023 à Glasgow, en Écosse.
- 6 août : au Pakistan, une trentaine de personnes sont tuées et près d'une centaine d'autres blessées dans le déraillement de 10 wagons du Hazara Express près de Nawabshah[4].
- 8 août : réunis en sommet à Belém au Brésil, les huit pays de l'Organisation du traité de coopération amazonienne annoncent la création de l'Alliance amazonienne de combat contre la déforestation.
- à partir du 8 août : aux États-Unis, des feux de forêt font au moins 115 morts à Lahaina sur l'île de Maui dans l'archipel d'Hawaï[5].
- 9 août : en Équateur, le candidat à l'élection présidentielle, Fernando Villavicencio (no 2 dans les sondages), est abattu à Quito « selon la méthode des sicarios, avec trois balles dans la tête »[6].
- 10 août : en Syrie, un convoi de l'armée syrienne tombe dans une embuscade de Daech à Mu'ayzila (ar) ; 33 soldats sont tués, 10 autres blessés et des dizaines d'autres portés disparus[7],[8].
- 11 août : la sonde russe Luna 25 est lancée à destination de la Lune.
- 14 août : en Russie, 35 personnes sont tuées et 119 autres blessées dans l'explosion d'une station-service à Makhatchkala.
- 15 août au 3 septembre : 33e championnat d'Europe féminin de volley-ball.
- 16 août : 17 militaires nigériens sont tués et 20 autres sont blessés dans une embuscade contre un véhicule militaire à Koutougou, région de Tillabéri au Niger[9].
- 18 août : les États-Unis, le Japon et la Corée du Sud s'accordent pour mettre en place un programme d’exercices militaires conjoints sur plusieurs années et intensifier le partage de renseignements[10].
- 19 au 27 août : championnats du monde d'athlétisme 2023 à Budapest, en Hongrie.
- 20 août :
  - élections sénatoriales en république du Congo ;
  - élection présidentielle, élections législatives et référendum en Équateur ;
  - élection présidentielle (2d tour) au Guatemala, Bernardo Arévalo est élu.
- 22 août : Srettha Thavisin est élu Premier ministre de Thaïlande.
- 22 au 24 août : 15e sommet des BRICS à Johannesbourg en Afrique du Sud.
- 23 août :
  - élections parlementaires et élection présidentielle au Zimbabwe, Emmerson Mnangagwa est réélu président ;
  - la sonde indienne Chandrayaan-3 se pose avec succès sur la Lune ;
  - accident de l'avion d'Evgueni Prigojine et de Dmitri Outkine en Russie.
- 24 août : la Turquie ne reconnaît pas l'annexion de la Crimée[11].
- 25 août au 10 septembre : coupe du monde masculine de basket-ball en Indonésie, au Japon et aux Philippines.
- 26 août : élection présidentielle et élections législatives au Gabon.
- 26 août au 17 septembre : 78e édition du Tour d'Espagne.
- 28 août au 10 septembre : 139e édition de l'US Open de tennis à Flushing Meadows.
- 28 août au 16 septembre : 33e championnat d'Europe masculin de volley-ball.
- 30 août : coup d'État militaire au Gabon contre le président Ali Bongo.
- 30 août au 9 septembre : 80e édition de la Mostra de Venise.
- 31 août : en Afrique du Sud, un incendie survient à Johannesbourg et tue au moins 73 personnes et en blesse 52 autres.